# Niko I Dadiani
Niko I (Nikolas) Dadiani (Zugdidi, 4 gennaio 1847 – San Pietroburgo, 24 gennaio 1903) fu l'ultimo principe regnante del Principato georgiano occidentale di Mingrelia nel sud-est Europa. Dopo l'abolizione formale da parte della Russia del suo principato (1866), prestò servizio come generale nell'esercito imperiale russo.

## Famiglia
Niko nacque dal principe David di Mingrelia e da sua moglie Ek'at'erine, figlia del tenente generale e poeta Aleksandre Ch'avch'avadze. Aveva sette anni quando suo padre morì e sua madre assunse il controllo del principato in qualità di reggente. Durante lo scontro di Mingrelia con le forze d'invasione turche all'epoca della Guerra di Crimea, Niko si arruolò nell'esercito e rimase accanto a sua madre che rifiutò di arrendersi agli Ottomani. Quando sua madre si trasferì a San Pietroburgo Niko la accompagnò e poi si trasferì a Parigi, dove ricevette la sua educazione. Sposò la Contessa Maria Adlerberg, figlia del Conte Alexander Adlerberg, un aristocratico russo e Ministro della Corte Imperiale (e cognato di Amalie Adlerberg).
Il compositore austriaco Johann Strauss compose in suo onore una polka, la Niko-Polka (op. 228).

## Abolizione del Principato

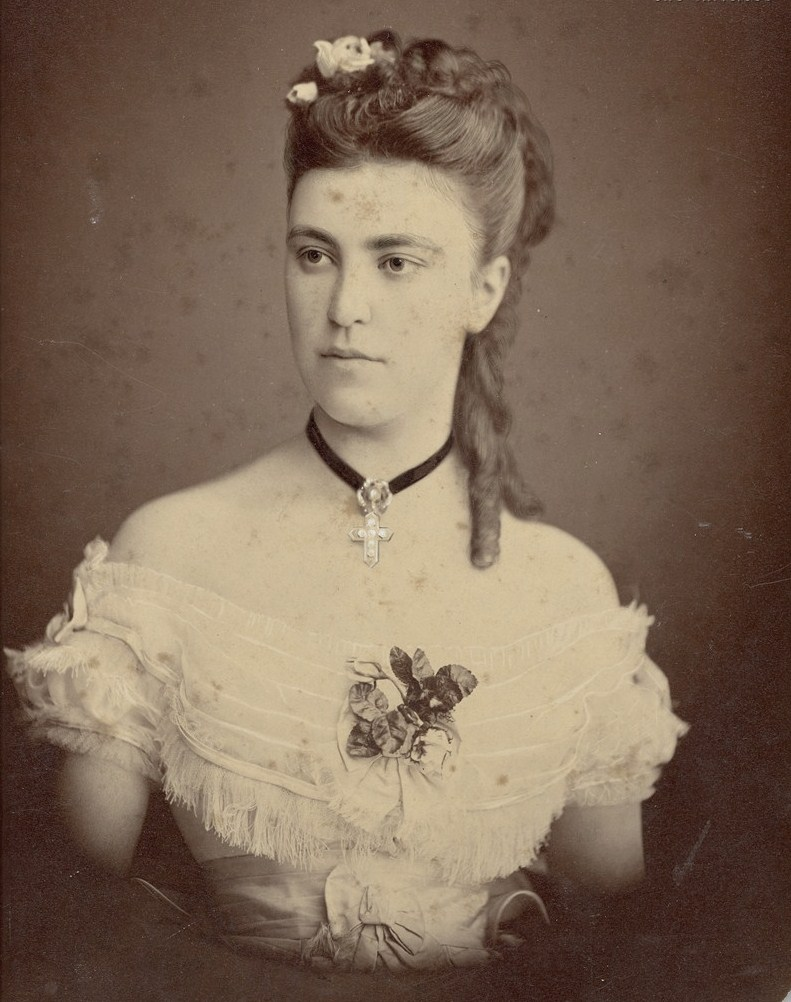
La moglie di Niko, la Contessa Maria Adlerberg

Nel 1866, il principato di Mingrelia fu abolito dall'imperatore russo ma Niko conservò il titolo di Sua Altezza Serenissima il Principe di Mingrelia. Come compenso per le sue perdite, il Principe Dadiani riceve un milione di rubli dal governo russo, che lo aiutarono a salvare i possedimenti dinastici, incluso la Magione Dadiani. Essendo sollevato delle funzioni che precedentemente aveva come principe regnante, Niko fece una brillante carriera nell'esercito imperiale. Fu insignito di una spada d'oro al valor militare durante la guerra russo-turca, venendo promosso al rango di maggior generale nel 1878. Il Principe Niko morì nel 1903 e fu sepolto nel monastero medievale di Mart'vili accanto a sua madre Ek'at'erine.